# 国民詩曲
国民詩曲（こくみんしきょく）は、JOAK（後のNHK）が、1938年から1940年にかけて委嘱した、17曲におよぶ管弦楽曲の総称である。JOAKは、作曲家に委嘱をするに際し日本の民謡旋律を主題とすることを条件とし、1938年から1940年にかけて、JOAKのラジオ放送で初演が行なわれた。

## 作品リスト
作曲者名の五十音順に列挙する。
- 飯田信夫：夏祭り
- 池内友次郎：馬子歌
- 大木正夫：日本狂詩曲第1番
- 太田忠：狂詩曲第一
- 大中寅二：お茶節による前奏と歌
- 清瀬保二：日本民謡の主題による幻想曲
- 江文也：田園詩曲
- 須賀田礒太郎：東北と関東
- 菅原明朗：明石海峡
- 杉山長谷雄：富士、箱根の印象
- 服部正：日本風牧歌
- 平尾貴四男：機織唄による変奏曲
- 深井史郎：日本民謡による嬉遊曲
- 松平頼則：南部子守唄を主題とするピアノと管弦楽のための変奏曲
- 宮原禎次：ピアノと管弦楽のための交響曲第2番
- 山田和男：交響的木曽
- 山本直忠：日本幻想曲

## 評価
作曲家の早坂文雄は、『日本的音楽論』に収録の随筆『国民詩曲とそれに関連して』において、菅原、大中、須賀田、松平、清瀬、杉山、山田、太田、山本の作品を批評しているが、山田の『交響的木曾』を「国民詩曲中最上位に置かれるべき佳品と思う」と肯定的に評した他は、いずれの作品に対しても厳しい評価を下している。
山田の『交響的木曽』は、少年時代の外山雄三に感銘を与え、後に『管弦楽のためのラプソディ』を作曲するきっかけとなったと言われている。